# Keiko Abe
Keiko Abe (Japans: 安部圭子, Abe Keiko) (Tokio, 18 april 1937) is een Japanse componiste en marimbabespeelster. Zij behoort tot de belangrijkste hedendaagse Japanse musici.

## Levensloop
Abe is afkomstig uit een familie van artsen en kooplui. Als kind kreeg zij pianoles en vanaf haar 12e levensjaar les voor marimba en compositie. Ze was vaak op de Japanse omroep NHK te horen, nadat ze op 13-jarige leeftijd een NHK talentenjacht had gewonnen. Haar studie voor marimba voltooide zij aan de Toho Gakuen School of Music in Tokio.
In het Xebec Trio, waarvan Abe in 1962 een der oprichters was, speelde zij commerciële licht-klassieke muziek, popmuziek en volksmuziek. Later schakelde ze over op eigentijdse klassieke muziek. In de volgende jaren werkte zij met het NHK-Symfonieorkest als concertvirtuoos voor slagwerk en ze publiceerde 13 albums, onder meer met eigen composities voor marimba. Verder had Abe een eigen televisieshow op de NHK-televisie en ze was iedere morgen te beluisteren op Radio Kanto met het programma Good Morning Marimba.
Abe heeft ook veel voor de ontwikkeling van de marimba als instrument betekend. Niet uitsluitend door voor het instrument te componeren, maar ook door haar rol als adviseur bij het ontwerpen van marimba's. Op haar aanwijzingen werd de klank van de marimba verbeterd en werd de omvang uitgebreid van vier naar vijf octaven, wat de standaard voor solo-instrumenten is geworden. Abe begon in het begin van de jaren 1980 voor deze marimba's te componeren; eerst Japanse kinderliederen, en Wind in the Bamboo.
Abe is een van de hedendaagse marimbavirtuozen en heeft eigen composities en werken van vele andere componisten in de hele wereld uitgevoerd. Ze is docent aan de Toho Gakuen School of Music Tokio, Japan en is een gastdocent aan het Utrechts Conservatorium.

## Composities

### Werken voor harmonieorkest
- 1995 Prism Rhapsody voor marimba en blazersensemble, ook een uitgave voor symfonieorkest
- Prism Rhapsody II voor marimba en blazersensemble[2]

### Werken voor slagwerk
- 1972 Marimba Pieces I voor marimba solo
- 1981 Mi-chi voor marimba solo
- 1983 Dream of the Cherry Blossoms voor marimba[3]
- 1988 Conversation I in the Forest voor marimba en slagwerk
- 1993 “Itsuki” Fantasy voor marimba en 5 andere met stokken bespeelde slagwerkinstrumenten (Mallets)
- 1995 PRISM voor marimba solo
- 2001 Marimba D'Amore voor marimba solo
- 2005 Memories of the Seashore voor twee marimba's
- 2005 Wind in the Bamboo Grove II voor twee marimba's
- Airscope II Marimba Spiritual
- Alone voor marimba solo
- Ancient vase voor marimba solo
- Autumn In Nara voor twee marimba's
- Dream voor twee marimba's
- Early Spring voor twee marimba's
- FROGS voor marimba solo
- Galilee Impressions voor zes slagwerkstokken
- Kazak Lullaby voor marimbafoon solo (en piano ad lib.)
- Labyrinth voor twee marimba's
- Little Windows voor marimba solo
- Marimba Concertino "The Wave"
- Sunday Afternoon voor twee marimba's
- Sylvan Stroll voor twee marimba's
- Tambourin Paraphrase voor twee marimba's
- Three Monologs voor marimba solo
- Time voor marimba solo – Minoru Miki
- Torse III voor marimba solo – Akira Miyoshi
- Variations on Japanese Children's Songs[4]
- Wind in the Bamboo Grove voor marimba en slagwerk (en piano ad lib.)
- Wind Sketch voor twee marimba's[5]

## Media
1. ↑  A Performance Guide And Theorical Study Of Keiko Abe’s Marimba D’amore And Prism Rhapsody For Marimba And Orchestra, door Juan Manuel Àlamo Santos (dissertatie). Gearchiveerd op 17 augustus 2017.
2. ↑  Prism Rhapsody II door Keiko Abe, Mark Ford (marimba solo) en de University of Northern Texas Wind Symphony o.l.v. Eugene Corporon in Denton, Texas. Gearchiveerd op 15 augustus 2023.
3. ↑  Dream of the Cherry Blossoms door Tomasz Tomek. Gearchiveerd op 5 januari 2021.
4. ↑  Variations on Japanese Children's Songs door Tanasit Siripanichwattana. Gearchiveerd op 15 augustus 2023.
5. ↑  Wind Sketch

- Bibsys: 1077414
- Bibliothèque nationale de France: cb139417960 (data)
- Catàleg d'autoritats de noms i títols de Catalunya: 981058508362906706
- CiNii: DA09828592
- Gemeinsame Normdatei: 124840817
- International Standard Name Identifier: 0000 0001 1006 5367
- Library of Congress Control Number: nr91036440
- Nationale Bibliotheek van Letland: 000302840
- MusicBrainz: ee151f24-734b-4350-8b88-8175ebe2eb61
- Bibliotheek van het Japanse parlement: 01146052
- Nationale Bibliotheek van Tsjechië: xx0014607
- Nationale bibliotheek van Australië: 35998362
- Nationale Bibliotheek van Israël: 987007405491405171
- Nationale Bibliotheek van Polen: a0000002222500
- Nederlandse Thesaurus van Auteursnamen: 097780502
- Réseau des bibliothèques de Suisse occidentale: 02-A002903659
- Système universitaire de documentation: 084547820
- Trove: 1178465
- Virtual International Authority File: 59274061
- WorldCat: E39PBJx8C8RfcHjtjjc9tgvyh3